# Louise Donington
Louise Donington es una deportista británica que compitió en piragüismo en la modalidad de eslalon. Ganó una medalla de oro en el Campeonato Mundial de Piragüismo en Eslalon de 2009, en la prueba de K1 por equipos, y dos medallas en el Campeonato Europeo de Piragüismo en Eslalon, oro en 2009 y bronce en 2008.

## Palmarés internacional
| Campeonato Mundial | Campeonato Mundial       | Campeonato Mundial | Campeonato Mundial |
| Año                | Lugar                    | Medalla            | Competición        |
| ------------------ | ------------------------ | ------------------ | ------------------ |
| 2009               | Seo de Urgel (España)    | Medalla de oro     | K1 por equipos     |
| Campeonato Europeo |                          |                    |                    |
| Año                | Lugar                    | Medalla            | Competición        |
| 2008               | Cracovia (Polonia)       | Medalla de bronce  | K1 por equipos     |
| 2009               | Nottingham (Reino Unido) | Medalla de oro     | K1 por equipos     |